# Voodoo Doll
Voodoo Doll è un cortometraggio del 2005 diretto da Roberto Minervini.

## Riconoscimenti
- 2006 - Long Island Film Festival
  - Miglior cortometraggio